# Oxythrips ulmifoliorum
Oxythrips ulmifoliorum är en insektsart som först beskrevs av Alexander Henry Haliday 1836.  Oxythrips ulmifoliorum ingår i släktet Oxythrips, och familjen smaltripsar. Arten är reproducerande i Sverige.